# Srednji Vrh (Kranjska Gora)
Srednji Vrh (Duits: Mitterberg) is een plaats in Slovenië en maakt deel uit van de gemeente Kranjska Gora in de NUTS-3-regio Gorenjska. De plaats telde 32 inwoners op 1 januari 2020.